# St Columba’s Church (Glenrothes)

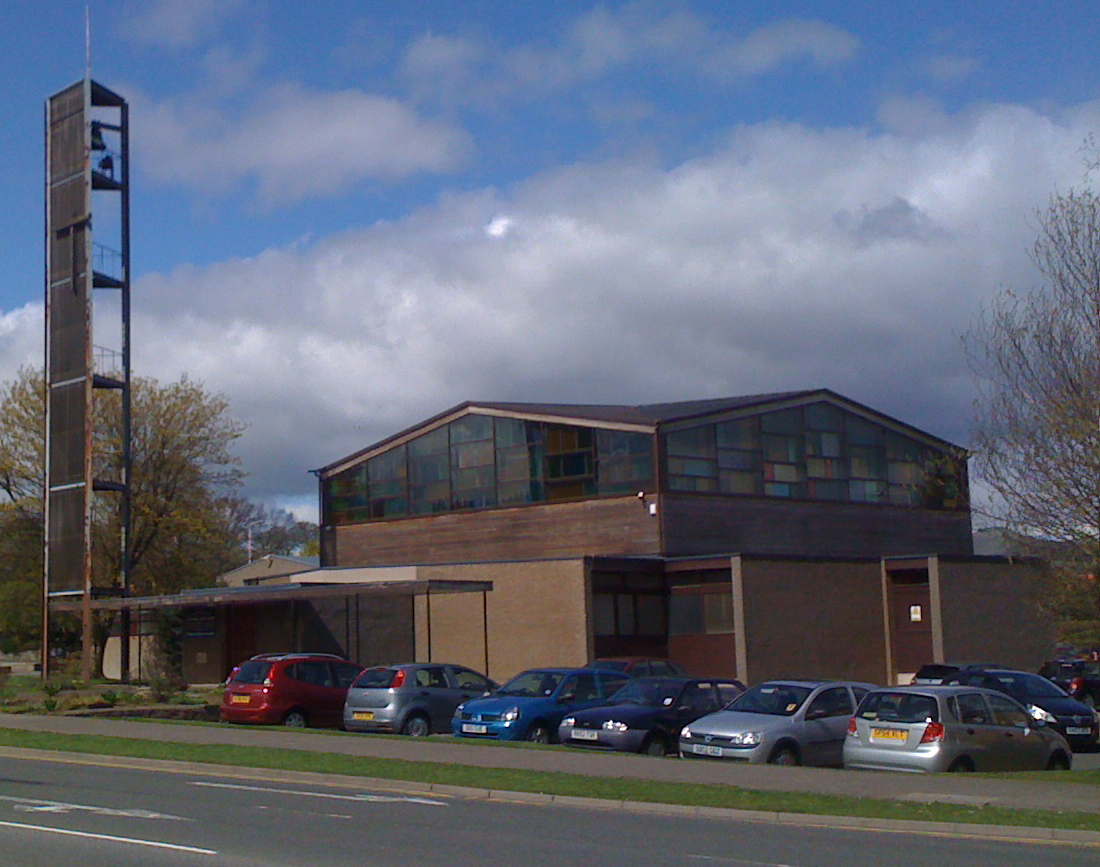
St Columba’s Church

Die St Columba’s Church ist ein Kirchengebäude der presbyterianischen Church of Scotland in der schottischen Stadt Glenrothes in der Council Area Fife. 2004 wurde das Bauwerk als Einzeldenkmal in die schottischen Denkmallisten in der höchsten Denkmalkategorie A aufgenommen.

## Geschichte
Im Jahre 1948 wurde Glenrothes als eine der neuen Planstädte in Schottland ausgewiesen. In den Planungen waren auch finanzielle Mittel für Kirchenneubauten fixiert worden. Die Church of Scotland beauftragte im Dezember 1958 das Architekturbüro Wheeler & Sproson mit dem Bau der St Columba’s Church. Sie sollte sowohl die größte der drei geplanten Kirchen der Church of Scotland in Glenrothes sein, als auch der erste Kirchenbau von Wheeler & Sproson. David Charteris, 12. Earl of Wemyss legte am 4. Juli 1960 den Grundstein. Am 14. April des folgenden Jahres wurde die Kirche eröffnet. Im späten 20. Jahrhundert wurde das nebenstehende Pfarrhaus abgebrochen, um Platz für einen Parkplatz des benachbarten Einkaufszentrums zu schaffen.

## Beschreibung
Die St Columba’s Church steht an der Kreuzung zwischen Church Street und Rothes Road nordöstlich des Stadtzentrums. In der Planungsphase empfahl James Aitken Whyte, Theologieprofessor an der University of St Andrews, die Rückbesinnung auf die traditionellen Prinzipien der frühen postreformatorischen Kirchenarchitektur in Schottland. Konkret wurde daraufhin die in den 1590er Jahren errichtete Burntisland Parish Church, ein Zentralbau, als Vorbild herangezogen. Bemerkenswert sind die Bleiglasfenster, die stilistische Parallelen zu Arbeiten Mondrians aufweisen, sowie das rund 15,5 m × 2,4 m messende Wandbild „Kreuzweg“, von Alberto Morrocco, das 1962 vollendet wurde.